# 荻野みかん
荻野 みかん（おぎの みかん、1979年7月22日 - ）は、日本の女優。愛知県出身。JFCT所属。
身長160cm。血液型はO型。
かつてはお笑いユニット「10点（テンテン）」として活動していた。

## 出演

### 映画
- ママ&パパス（2003年）
- ルーダイアモンドナックルス（2006年）
- 清浦夏実のナツキヨ通信社（2006年）
- 愛のむきだし（2009年）
- FASHION STORY -Model-（2012年） - 馬場千春 役
- [窓] MADO（2022年）[4]

### テレビ
- 恋のから騒ぎ ドラマスペシャル 〜Love StoriesIII〜（2006年）
- 江〜姫たちの戦国〜（2011年）
- 11文字の殺人（2011年）
- パンドラIII 革命前夜（2011年）
- D×TOWN 痕跡や（2012年）
- 赤い糸の女（2012年）
- ハイスクール歌劇団☆男組（2012年）
- たべものがたり 彼女のこんだて帖（2013年）
- 朗読ドキュメンタリードラマ つなみ 〜被災地の子どもたちのまなざしと言葉（2013年）
- 月曜ゴールデン
  - 「縁側刑事」（2013年）
  - 「十津川警部シリーズ」（2014年）
- 相棒
  - （2013年） - 警官 役
  - （2024年） - 松井香奈子 役
- 恋愛ドラマをもう一度（2013年）
- なぞの転校生（2014年）
- 森光子を生きた女 〜日本一愛されたお母さんは、日本一寂しい女だった〜（2014年） - 智子 役
- 土曜ワイド劇場
  - 「温泉 (秘) 大作戦」（2014年）
- テレビ未来遺産“終戦69年”ドラマ特別企画 遠い約束〜星になったこどもたち〜（2014年） - 佐竹ミツ 役
- ああ、ラブホテル（2015年）
- 武士の娘 鉞子とフローレンス（2015年）
- TOKYO VICE 第6話（2022年、HBO Max・WOWOW） - 未亡人 役
- 世にも奇妙な物語 「わが様」（2022年） - 友枝藍子 役

### Vシネマ
- 天玉光
- 平成次郎長一家
- ヤクザに学ぶ指導力
- 闇金の帝王 銀と金

### 舞台
- ドルフィンカンパニー（1998年 - 2001年）
- あなたがわかったと言うまで（2001年）
- ダバダ 〜愛のラブビーム（2002年）
- お待たせしました 三本木麗子一座でございます（2003年）
- 茶番（2004年）
- 男子一生の仕事にあらず（2004年）
- おとつれせんドラマリーディング&アクト（2004年）
- ぼうふら（2004年）
- パラダイス（2004年）
- だてっこき（2007年）
- ラジオのちから ジングル（2010年）
- ふたり芝居 階段のある場所（2011年）

### CM
- ライオン トップ クリアリキッド（2007年）
- Axe フレグランス ボディスプレー（2007年）
- エステー 脱臭炭（2011年 - 2012年）
- NTT西日本 フレッツ 光ライト（2012年）
- 明星食品 Quick1（2013年）
- ジェットスター・ジャパン（2015年）

### ラジオ
- 青春アドベンチャー 1985年のクラッシュ・ギャルズ（2013年）

### イベント
- 10点 お笑いライブ（2003年 - 2006年）